# Jaffa (Delft)
De begraafplaats Jaffa in de plaats Delft, in de Nederlandse provincie Zuid-Holland, werd in 1869 in gebruik genomen, toen de algemene begraafplaats Haagpoort, op het stuk grond dat nu bekendstaat als het Kalverbos, vol was. De begraafplaats ligt aan de Jaffalaan nabij de Aula en Universiteitsbibliotheek van de Technische Universiteit.
Op de begraafplaats is ook een oorlogsmonument te vinden voor de 67 soldaten, die in mei 1940 omkwamen in Delft.
De begraafplaats is gelegen aan de Jaffalaan 10 en is te bezoeken dagelijks van zonsopgang tot zonsondergang. Er zijn rolstoelen aanwezig (onderpandregeling) en er is een toilet aanwezig in de aula, ingang aan de zijde van de kindergraven.
Naast de ingang voor de toiletten is een kaarsenautomaat geplaatst waar voor € 2 een grafkaars met lucifers kan worden gekocht.
De detective Het lijk op Jaffa van Ronald van Assen speelt zich af op deze begraafplaats.

## Bekende personen
Op deze begraafplaats zijn onder anderen begraven/bijgezet:
- Johannes Bijsterveld (1901-1980), beeldhouwer
- Lewis Cohen Stuart (1827-1878), eerste hoogleraar-directeur van de Polytechnische School 1864-1878.
- Pieter Elfferich (1909-1998), politicus ARP, lid Eerste Kamer 1959-1963/1966-1979, lid Tweede Kamer 1963-1966.
- Nico Haak (1939-1990), zanger
- Frederik Johann Hinrichs (1838-1909), generaal-majoor
- Ido Keekstra (1909-1965), dichter
- Jakob Kraus (1861-1951), waterbouwkundige, minister van waterstaat, laatste hoogleraar-directeur van de Polytechnische School, eerste Rector Magnificus Technische Hogeschool.
- Jacques van Marken (1845-1906), ondernemer, oprichter Koninklijke Nederlandsche Gist en Spiritusfabriek, Lijm en Gelatinefabriek
- Agneta Matthes (1847-1909), ondernemer, echtgenote van J.C. van Marken, naamgever Agnetapark te Delft
- Lambert van Meerten (1842-1904), kunst- en antiquair/verzamelaar, naamgever museum Huis Van Meerten te Delft
- Jan Schoonhoven (1914-1994), beeldend kunstenaar
- Jan Schouten (1852-1937), ingenieur, glazenier
- Paul Tétar van Elven (1823-1896), academieschilder en kunstverzamelaar, naamgever Museum Paul Tétar van Elven te Delft
- Peter Tetteroo (1947-2002), muzikant/componist en oprichter van Tee Set
- Hendrik Wielenga (1904-1941), verzetsstrijder, een van de achttien uit het gedicht Het lied der achttien doden van Jan Campert), grafnummer 259